# 靖康通寶
靖康通寶是北宋宋欽宗靖康年間（1126年）發行的圓形方孔錢，靖康通寶分為銅製貨幣和鐵製貨幣兩種，銅制貨幣上的年號用楷體書寫，直徑為2.4釐米，重量為3克。鐵錢書體有篆書，行書，隸書幾種。靖康年間還鑄有靖康元寶。